# Lantmännen SW Seed

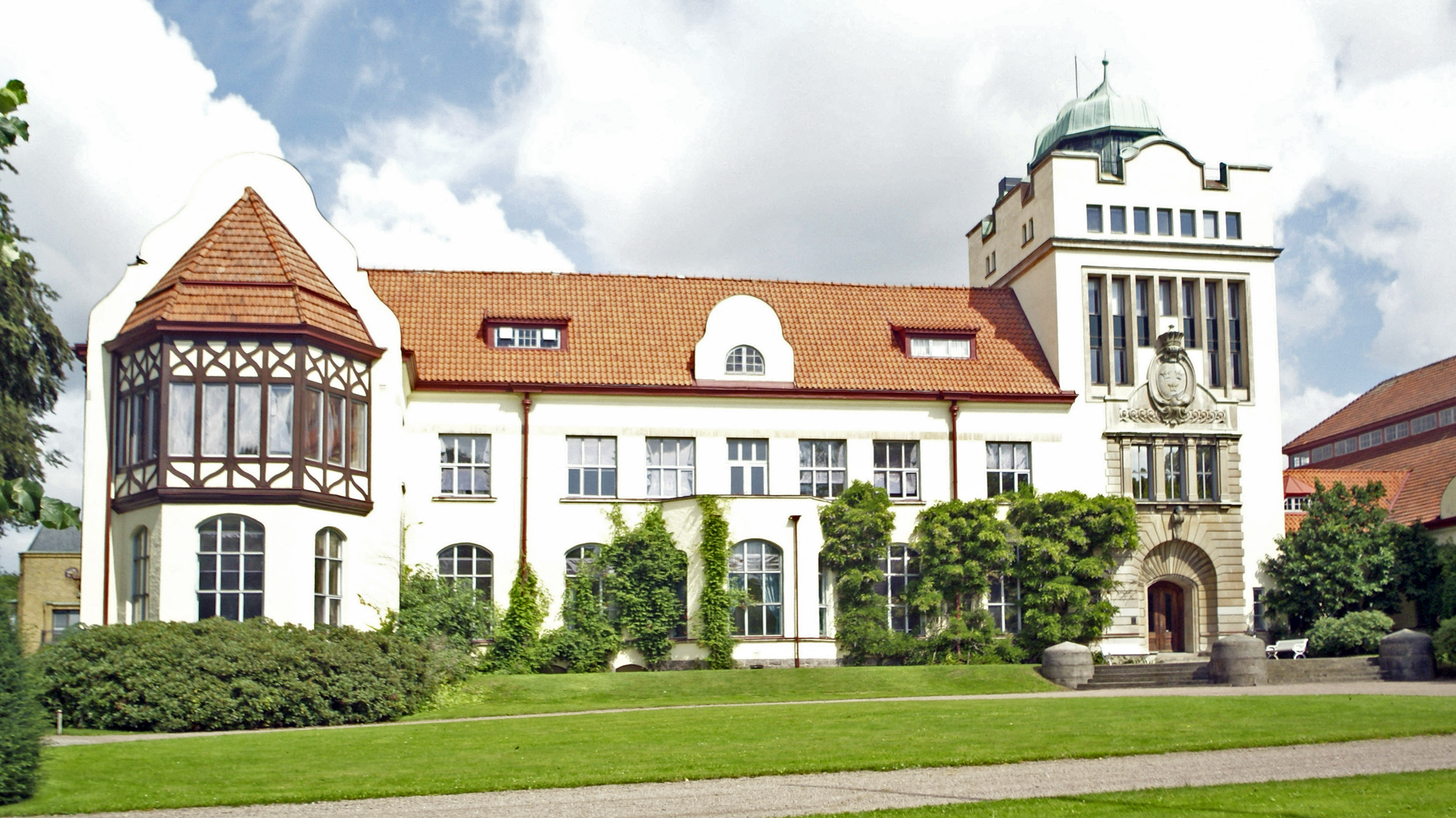
Le siège de l'entreprise

Lantmännen SW Seed AB, anciennement Svalöf Weibull AB, dont le siège est situé à Malmö (Scanie), est une entreprise horticole suédoise du groupe Lantmännen spécialisée dans la sélection végétale et la production de semences. Son nom actuel a été adopté en 2010. Cette entreprise qui a une activité internationale, est présente, outre la Suède, dans quatre pays étrangers : Allemagne, Lettonie, Pays-Bas et Pologne. Ses marchés se situent principalement en Scandinavie et en Europe centrale. Elle dispose de quatre stations de sélection à Svalöv et Lännäs (Suède), Hadmersleben (Allemagne) et Emmeloord (Pays-Bas).